# Davilla flexuosa
Davilla flexuosa är en tvåhjärtbladig växtart som beskrevs av St.-hil.. Davilla flexuosa ingår i släktet Davilla, och familjen Dilleniaceae. Inga underarter finns listade i Catalogue of Life.